# Microdymasius lundbergi
Microdymasius lundbergi är en skalbaggsart som först beskrevs av Hüdepohl 1998.  Microdymasius lundbergi ingår i släktet Microdymasius och familjen långhorningar. Inga underarter finns listade i Catalogue of Life.